# 阿蘭·吉侯迪
阿蘭·吉侯迪（法語：Alain Guiraudie；1964年7月15日－）是法國電影導演與編劇。

## 生平
阿蘭·吉侯迪是同性戀，他曾表示哲學家喬治·巴代伊對他影響甚大。
2013年的作品《湖畔春光》於第66屆坎城影展一種注目單元獲得最佳導演獎；2016年，他的第五部長片《保持站立》入選第69屆坎城影展正式競賽單元。

## 電影作品

### 劇情長片
- 2003年：《怕死不要睡》（Pas de repos pour les braves）
- 2005年：《時候到了》（Voici venu le temps）
- 2009年：《跑路之王》（Le Roi de l'évasion）
- 2013年：《湖畔春光》（L'Inconnu du lac）
- 2016年：《保持站立》（Rester vertical）
- 2022年：《跟我走吧（法语：Viens je t'emmène）》（Viens je t'emmèn）
- 2024年：《慾望迷蹤（法语：Miséricorde (film)）》（Miséricorde）

### 劇情短片／電視電影
- 1990年：《勇士不朽》（Les héros sont immortels）
- 1995年：《黎明前直走》（Tout droit jusqu'au matin）
- 1998年：《事物的力量（法语：La Force des choses (film)）》（La Force des choses）
- 2001年：
  - 《給乞丐一點陽光》（Du soleil pour les gueux）
  - 《老夢前行》（Ce vieux rêve qui bouge）
- 2008年：《他們偷走了我的青春期》（On m'a volé mon adolescence；電視電影）

## 外部連結
- 阿蘭·吉侯迪在互联网电影资料库（IMDb）上的資料（英文）